# Mider
Mider eller (Acarina) er en underklasse af spindlere, der består af mider og flåter. Mider er små til minimale i størrelse og er ekstremt udbredte. Mere end 30.000 arter er beskrevet (2005), og det forventes, at der finde en halv million ikke-beskrevne arter.

## Klassifikation
Underklasse: Acari
- Overorden: Parasitiformes
  - Orden: Opilioacarida
  - Orden: Holothyrida
  - Orden: Ixodida (Blodmider eller flåter, eks. skovflåt)
  - Orden: Mesostigmata (Eks. kyllingemide)
- Overorden: Acariformes
  - Orden: Actinedida
  - Orden: Astigmata (Eks. husstøvmide)
  - Orden: Oribatida

Usikker indplacering:
- Demodex, slægt under orden Trombidiformes

## Galleri
- Flåten her måler cirka 2 millimeter.
- Rustmide, der måler cirka 30 micrometer.